# Llengües eslaves meridionals

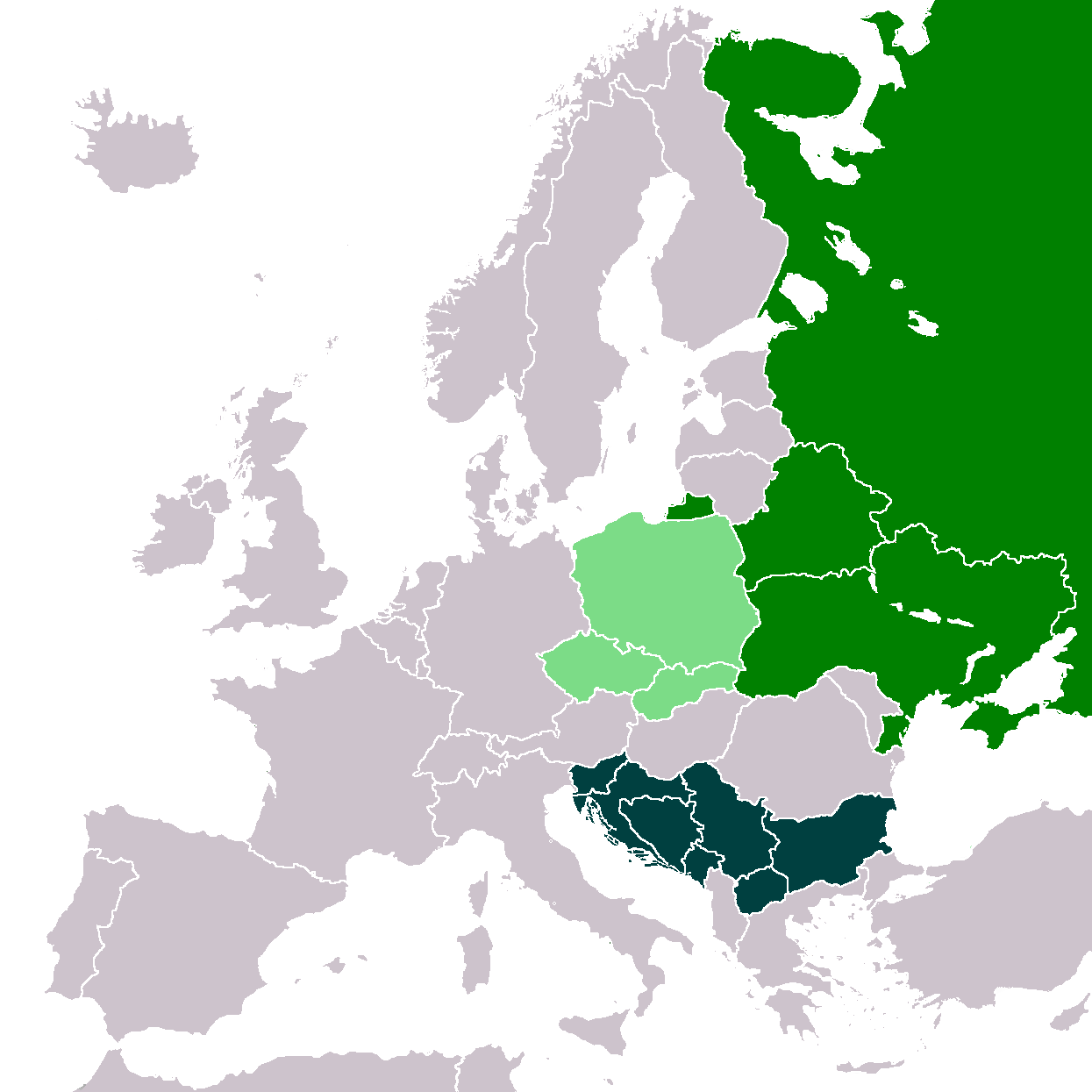
En negre, països amb llengües eslaves meridionals

Les llengües eslaves meridionals són una branca de les llengües eslaves. Actualment les parlen uns 25 o 30 milions de persones, en diversos països de la península Balcànica. Les separen de les altres dues branques eslaves, l'occidental i l'oriental, un cinturó format per les àrees lingüístiques alemanya, hongaresa i romanesa.
La primera llengua eslava meridional en ser escrita, considerada també la primera eslava, fou un dialecte parlat el segle ix a Tessalònica, actual Grècia, que rep avui en dia el nom d'antic eslau eclesiàstic. Aquest idioma encara és emprat com a llengua litúrgica en algunes esglésies ortodoxes.

## Classificació
- Llengües indoeuropees
  - Llengües baltoeslaves
    - Llengües eslaves
      - Llengües eslaves meridionals
        - Eslovè
        - Serbocroat
          - Croat
          - Bosnià
          - Serbi
          - Montenegrí

        - Sud-est
          - Búlgar
          - Macedònic